# 福岡柔道整復専門学校
福岡柔道整復専門学校（ふくおかじゅうどうせいふくせんもんがっこう）は、福岡県福岡市早良区祖原にある医療系の私立専門学校。学校法人福岡柔道整復専門学校によって創立され、1999年に開校した。
最寄駅は福岡市営地下鉄の西新駅から徒歩4分。通称（略称）は「福岡柔整」、「福柔」、「FJ」。
医療系の柔道整復師、はり師・きゅう師（2000年設置）、スポーツトレーナー（2006年設置）、理学療法士（2007年設置）などの学科がある。なお、理学療法科については2008年より校名を「福岡医療リハビリテーション専門学校」に変更。2010年4月1日から福岡医療リハビリテーション専門学校と統合し福岡医療専門学校に変更した。

## 学科
- 柔道整復科(柔道整復師育成)
- 診療放射線科(診療放射線技師育成)

## 附属臨床実習施設
- 福柔クリニック歯科、福柔接骨院、福柔鍼灸院（いずれも本校旧校舎内）
- 福柔整骨鍼灸院（本校新校舎横）
- 東西クリニック、東西整骨院、東西鍼灸院（テングッドシティ＜西新ビブレ跡＞2F）